# Skögul

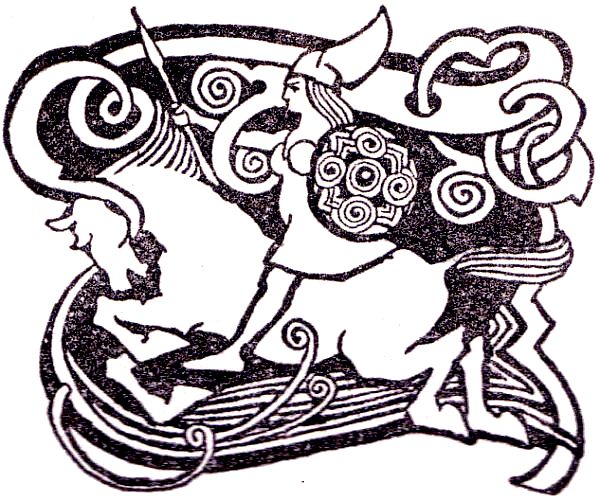
Valkyria av Arthur Rackham.

För kanonbåten, se HMS Skagul.
Skögul (norröna Skǫgul) var i nordisk mytologi en av valkyriorna. Hennes namn förekommer i de så kallade valkyriastroferna i Völuspá 30 och Grímnismál 36, liksom i två av de tulor som i några handskrifter avslutar Skáldskaparmál i Snorres Edda.
I Gylfaginning 36 citerar Snorre Sturlasson Grímnismál som källa för sitt påstående rörande valkyriornas vardagsbestyr i Valhall – att de dukar borden och bär fram öl till enhärjarna. Det "jag" som talar i dikten är Oden själv:
| Hrist ok Mist vil ek at mér horn beri, Skeggjǫld ok Skǫgul, Hildr ok Þrúðr, Hlǫkk ok Herfjǫtur, Gǫll ok Geirahǫð, Randgríð ok Ráðgríð ok Reginleif. Þær bera einherju ǫl. | Hrist och Mist vill jag bär hornet till mig, Skeggjöld och Skögul, Hild och Trud, Hlökk och Härfjätter, Göll och Geirahöd, Randgrid och Rådgrid och Reginleif. De bär fram öl åt enhärjar. |  |

Men Skögul var inte enbart servitris. I dikten Hákonarmál är det hon som – jämte kollegan Göndul (Gǫndul) – avgör slaget på Stord år 961 och förpassar Håkon den gode och många av hans män till Valhall. Sköguls namn nämns här i stroferna 1, 12 och 13, men i strof 12 har författaren – Eyvind skaldaspiller – av metriska skäl tvingats förlänga namnet med en extra stavelse till Geirskǫgul (Spjut-Skögul). Detta förlängda namn förekommer också, vid sidan om Skögul, i både Völuspá 30 och namntulorna.
I skaldediktningen är Skögul ett ganska vanligt heiti i olika kenningar som har med krig att göra. Snorre själv använder uttrycken Skǫglar veðr (Sköguls vind) för "strid" och Skǫglar serkr (Sköguls särk) för "brynja".